# 4-та танкова дивізія (РФ)
4-та гвардійська танкова Кантемирівська ордена Леніна Червонопрапорна дивізія імені Юрія Андропова (4 ТД, в/ч 19612) — з'єднання танкових військ Збройних сил Російської Федерації чисельністю в дивізію. Дислокується в Наро-Фомінську Московської області. Входить до складу 1-ї гвардійської танкової армії Західного військового округу.
Брала участь в операціях у Південній Осетії 1997 року, Косово 1998—2007 років, у Чеченських війнах. У 2022 році дивізія брала участь у повномасштабному вторгненні РФ в Україну.

## Історія
Після розпаду СРСР у 1992 році 4-та гвардійська танкова дивізія Радянської армії перейшла до складу Збройних сил Російської Федерації.
Брала участь в операціях у Південній Осетії 1997 року, Косово 1998—2007 років, у Чеченських війнах.
2009 року дивізія переформована на 4-ту окрему танкову бригаду у складі 2-х полків.
У травні 2013 року дивізія була відновлена у складі 20-ї загальновійськової армії.

### Російсько-українська війна
10 травня 2015 року видання BBC і Reuters повідомили, що 14 військовослужбовців дивізії звільнились після боїв на Донбасі.
На початку 2016 року 4-та танкова дивізія увійшла до складу нової 1-ї гвардійської танкової армії.

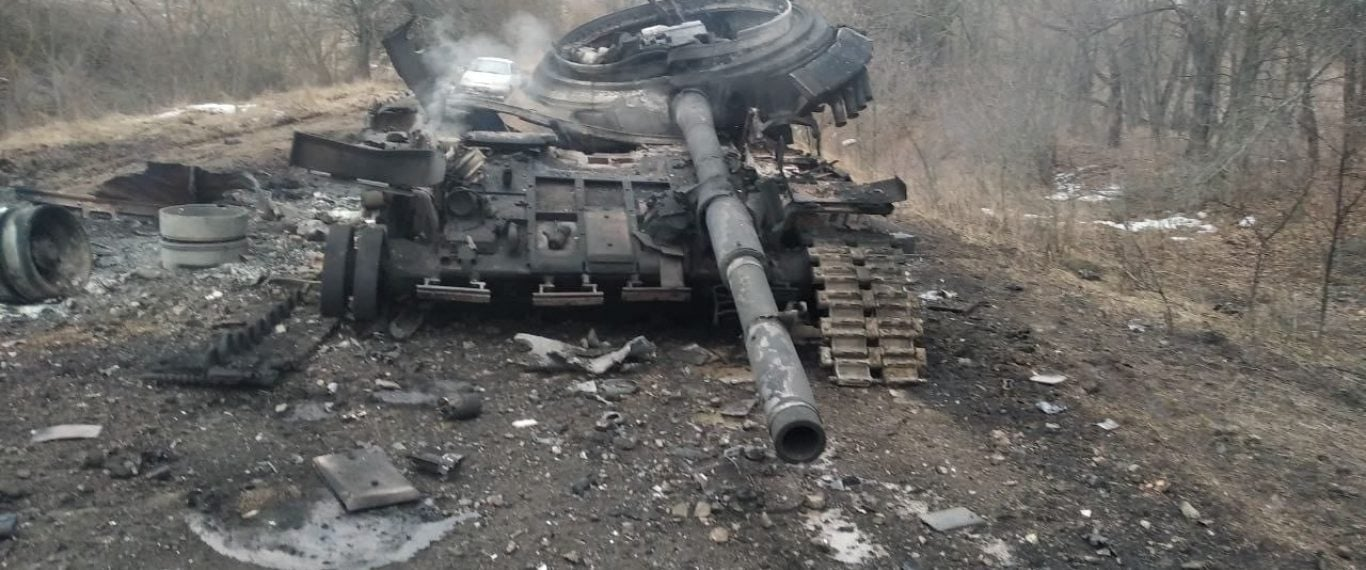
Знищений танк. 2022.

Брала участь в російсько-українській війні з лютого 2022 року. Зазнає значних втрат. Зокрема, на Сумщині.
В березні 2022 року були поширені відео та фото зі знищеною технікою, яка перебувала на озброєнні 4-ї дивізії: експериментальний танк Т-80УМ-2 та командирський Т-80УК.
26 березня 2022 року ГУР МОУ повідомило, що командир 13-го танкового полку дивізії застрелився через розгром російських військ у Тростянці Сумської області.
У липні 2023 року Росія залучила 12-й та 13-й танкові полки дивізії для ведення наступальних дій на Сватово-Купянському напрямку.

## Склад
- 12-й гвардійський Шепетівський Червонопрапорний орденів Суворова та Кутузова 2-го ступеня танковий полк імені маршала П.П. Полубоярова, в/ч 31985, Наро-Фомінськ
- 13-й гвардійський Шепетівський Червонопрапорний орденів Суворова та Кутузова 2-го ступеня танковий полк, в/ч 32010, Наро-Фомінськ
- 423-й гвардійський мотострілецький Ямпільський Червонопрапорний, орденів Суворова та Кутузова полк, в/ч 91701, Наро-Фомінськ
- 275-й самохідно-артилерійський Тарнопольский Червонопрапорний орденів Суворова та Кутузова полк, в/ч 73941, Наро-Фомінськ
- 538-й гвардійський зенітний ракетний Тарнопольський ордена Олександра Невського полк, в/ч 51383, Наро-Фомінськ
- 137-й окремий розвідувальний Дембицький Червонопрапорний ордена Олександра Невського 2-го ступеня батальйон, в/ч 54919, Наро-Фомінськ
- 413-й окремий Дембицький ордена Червоної зірки батальйон зв'язку, в/ч 56132, Наро-Фомінськ
- 330-й окремий інженерно-саперний Тарнопольський батальйон, в/ч 80808, Наро-Фомінськ
- 1088-й окремий батальйон матеріального забезпечення, в/ч 56164, Наро-Фомінськ
- 165-й окремий медичний батальйон, в/ч 57069, Наро-Фомінськ

## Командування
- ??? — 2006 — Завізьон Олексій Володимирович;
- 2012—серпень 2015 — полковник/генерал-майор Комбаров Сергій Миколайович
- 2015—2018 — полковник Колесников Андрій Борисович;
- 2018—2021 — полковник Завадський Володимир Васильович.
- 2021—по теперішній час —  полковник Журавльов Євген Миколайович

## Втрати
Станом на жовтень 2022 з відкритих джерел відомо про щонайменш 27 загиблих бійців дивізії під повномасштабного вторгнення в Україну: